# Сєвероморський міський округ
Сє́веромо́рський міськи́й о́круг (рос. Североморский городской округ) — міський округ у складі Мурманської області, Росія. Адміністративний центр — місто Сєвероморськ.

## Адміністративний поділ
До складу міського округу входять такі населені пункти:
| Населений пункт | Населення, осіб (2010) |
| --------------- | ---------------------- |
| Росляково       | 8696                   |
| Сафоново        | 5255                   |
| Сєвероморськ    | 50060                  |
| Сєвероморськ-3  | 2608                   |
| Щукозеро        | 712                    |